# عمار بلهانی
عمار بلهانی (انگلیسی: Ammar Belhani؛ زادهٔ ۲۷ اکتبر ۱۹۷۱) بازیکن فوتبال اهل الجزایر است.
از باشگاه‌هایی که در آن بازی کرده‌است می‌توان به باشگاه فوتبال وفاق سطیف، باشگاه فوتبال شباب بلوزداد، و باشگاه فوتبال قسنطینه اشاره کرد.
وی همچنین در تیم ملی فوتبال الجزایر بازی کرده‌است.